# Wilhelm Foerster
Pour les articles homonymes, voir Förster et Foerster.
Wilhelm Julius Foerster, né le 16 décembre 1832 à Grünberg-en-Silésie et mort le 18 janvier 1921) à Bornim (de), est un astronome allemand.

## Biographie
Wilhelm Foerster poursuit ses études au lycée Sainte-Marie-Madeleine de Breslau. À partir de 1850, il intègre l’Université de Berlin, où il rencontre Encke (1791-1865). De 1852 à 1854, il est l'élève d’Argelander (1799-1875) à l'université de Bonn.
En 1855, Foerster entre à l’observatoire de Berlin en tant que deuxième assistant. Le 14 septembre 1860, il découvre l'astéroïde (62) Érato avec Otto Lesser. En 1863, il est promu premier assistant et devient professeur d’astronomie à l’Université de Berlin où il va enseigner durant soixante années. En 1865, il est nommé directeur de l'observatoire de Berlin, à la suite du décès d'Encke,. Il occupera ce poste jusqu'en 1904.
En 1865, Foerster est cofondateur de l’observatoire astrophysique de Potsdam. Il est directeur de l’Institut impérial des poids et mesures (Kaiserliche Normal Eichungskommission), membre du bureau international des poids et mesures et du bureau central de géographie prussien (Zentraldirektorium des Vermessungswesens).
Durant les années 1880, convaincu de la présence de l'état pour développer les études technologiques de précision, Foerster assure le contact avec le théoricien militaire, Helmuth von Moltke (1848-1916), dans la création du Physikalisch-Technische Reichsanstalt réalisé par l'industriel Werner von Siemens,.
En 1888, Foerster fonde le journal de vulgarisation d’astronomie « Urania (de) ». En 1891, il crée la société « Vereinigung von Freunden der Astronomie und Kosmischen Physik (Association des amis de l'astronomie et de la physique cosmique) », qui comportera plusieurs centaines de membres et devient président du Comité international des poids et mesure après la mort de son prédécesseur, le général espagnol Carlos Ibáñez e Ibáñez de Ibero, également président de l'Association géodésique internationale,,,.
Membre depuis 1892 de la « Deutschen Gesellschaft für ethische Kultur (Société allemande pour une culture éthique) » et de la « Deutsche Friedensgesellschaft (Société allemande de la paix) », Foerster s’inscrit dans l’opposition aux courants nationalistes,.
Il est élu membre associé à l'Académie Royale de Belgique pour la classe des Sciences, le 15 décembre 1892 et radié le 8 février 1919, en conséquence de la conférence de la paix de Paris mettant fin à la Première Guerre mondiale. En 1901, il participe au comité qui crée la délégation pour l'adoption d'une langue auxiliaire internationale.
En mai 1909, il est élu correspondant pour l’étranger au Bureau des longitudes, en remplacement de l’amiral Francisco Calheiros da Graça (1849-1906),,.
En octobre 1914, au début de la Première Guerre mondiale, il est signataire du manifeste des 93 ; il signe aussi l'appel aux européens initié par Georg Friedrich Nicolai.
Son fils Friedrich Wilhelm Foerster est un philosophe et un militant pacifiste.

## Hommages
- Le 8 juin 1953, l'actuel observatoire Wilhelm Foerster (de) est fondé à Berlin[14].
- Découvert le 9 mars 1986 à Siding Spring par Claes-Ingvar Lagerkvist, l'astéroïde (6771) Foerster est nommé en son honneur.